# Monthion
Monthion är en kommun i departementet Savoie i regionen Auvergne-Rhône-Alpes i sydöstra Frankrike. Kommunen ligger i kantonen Albertville-Sud som tillhör arrondissementet Albertville. År 2022 hade Monthion 520 invånare.

## Befolkningsutveckling
Antalet invånare i kommunen Monthion
| Referens: INSEE |